# Фулпур – Халдія
Фулпур – Халдія – газопровід у Індії, складова частина проекту Джагдішпур – Халдія – Бокаро – Дхамра (JHBDPL). 
Трубопровід є північною гілкою JHBDPL. Він забезпечує живлення споживачів у штатах Західна Бенгалія, Біхар, Джаркханд, на сході штату Уттар-Прадеш, а також передачу блакитного палива до північно-східних штатів. При цьому прийом ресурсу можливий з кількох напрямків, в залежності від його наявності у різних пунктах індійської газотранспортної системи, як то:  
- із трубопроводу Дхамра – Бокаро (блакитне паливо, яке імпортоване через термінал ЗПГ Дхамра);
- через Фулпур (сполучення із газопроводом Віджайпур – Фулпур, що надає доступ до розташованих на західному узбережжі терміналів ЗПГ Дахедж та Хазіра, а також продукції офшорних родовищ Аравійського моря);
- в майбутньому – через термінал ЗПГ Халдія (за умови його побудови).
Також до системи може надходити ресурс, отриманий компанією Essar Oil and Gas Exploration and Production під час розробки метану вугільних пластів в районі Ранігандж (північ Західної Бенгалії).
Довжина головного трубопроводу має скласти понад 1000 км, при цьому для більшої її частини обрали діаметр 750 мм і лише при наближенні до Халдії він зменшується до 600 мм. В 2019-му стала до ладу ділянка Фулпур – Добхі довжиною 345 км, а у 2021-му завершили відтинок Добхі – Дургапур завдовжки 348 км.
Найважливішим відгалуженням системи є Добхі – Барауні, через яке можливе сполучення із північно-східним блоком штатів. 
Відгалуження Варанасі – Горакхпур довжиною 165 км та діаметром 450 мм живить завод азотної хімії у Горакхпурі. Серед інших великих споживачів можливо назвати заводи азотної хімії у Сіндрі та Панагарсі і металургійні комбінати у Бокаро та Дургапурі. По завершення ділянки Дургапур – Халдія стане можливою подача блакитного палива до міста Колката та нафтопереробного заводу у Халдії.